# أبرشية بانونيا

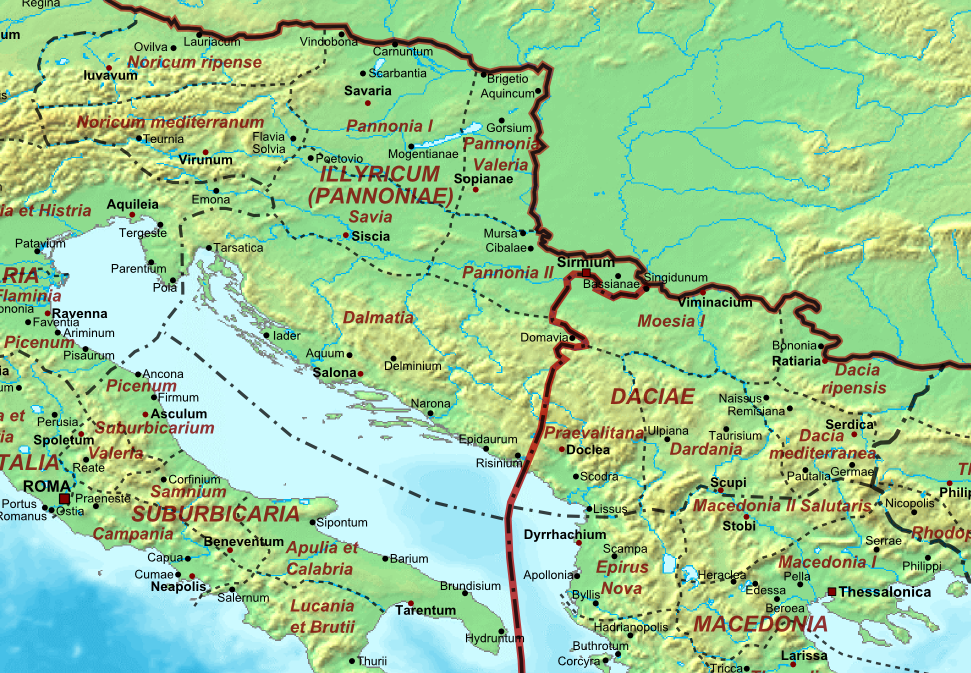
أبرشية بانونيا ومقاطعاتها ومراكزها.

أبرشية بانونيا (باللاتينية: Dioecesis Pannoniarum) هي إحدى أبرشيات الإمبراطورية البيزنطية، وجزء من ولاية إليريكم الإمبراطورية حتى عام 379. امتدت أراضيها على جزء من المنطقة المكوّنة للبلقان. وكانت عاصمتها سيرميوم.
تأسست في حوالي عام 314، وقد عُرفت ابتداء من عام 395 باسم أبرشية إليريكم، حيث ضُمت إلى ولاية إيطاليا الإمبراطورية (التابعة للإمبراطورية الرومانية الغربية). استمر العمل بهذا التقسيم حتى أربعينيات القرن الخامس.